# Laboureur
Pour les articles homonymes, voir Laboureur (homonymie).
 (mars 2009).
Si vous disposez d'ouvrages ou d'articles de référence ou si vous connaissez des sites web de qualité traitant du thème abordé ici, merci de compléter l'article en donnant les références utiles à sa vérifiabilité et en les liant à la section « Notes et références ».

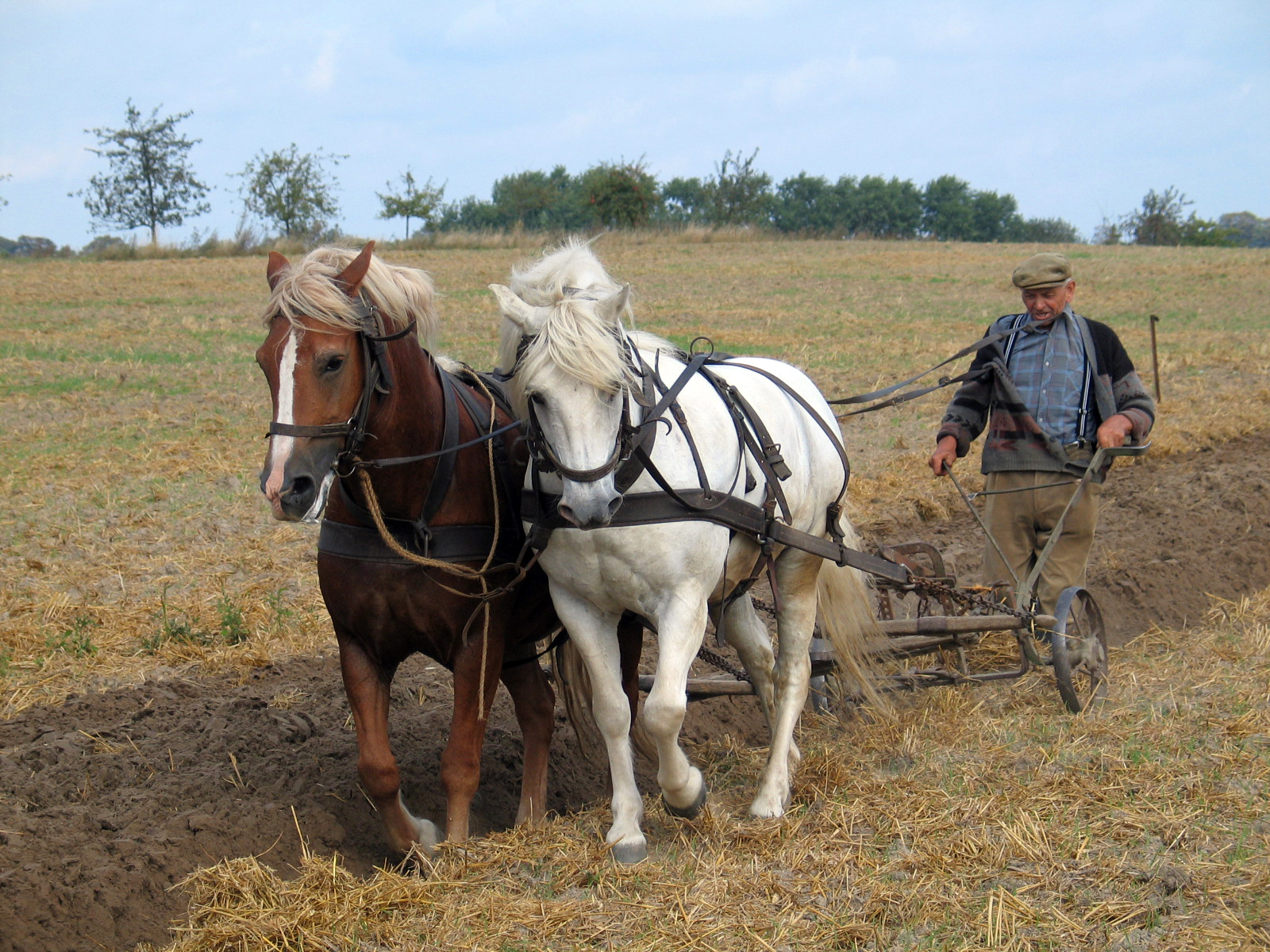
Un laboureur au travail.

Le laboureur est une personne qui travaille le sol. La définition a évolué au cours de l'histoire. Sous l’Ancien Régime et jusqu'au XIXe siècle, « laboureur » désignait un statut, celui du paysan qui possédait la terre qu'il cultivait et au moins un attelage, cheval ou paire de bœufs, et charrue. Cependant, en français moderne, un laboureur est une personne qui laboure la terre, sans notion de statut. 

## Hiérarchisation du monde paysan
Le sens du mot variait d'une région à l'autre. En Ile-de-France, le laboureur qualifiait un fermier aisé. En Normandie, le laboureur se situait entre le fermier et le manouvrier.
Au temps de la féodalité, laboureur désigne un paysan aisé disposant de bête(s) de labour (cheval ou paire de bœufs) et d'une vraie charrue. Le laboureur est généralement un paysan censitaire dépendant d'un seigneur. Rarement il peut être alleutier (propriétaire à part entière).
Sous l’Ancien Régime en France, les laboureurs sont des paysans qui se sont enrichis et disposent d'un attelage de labour. Certains, les fermiers et les métayers ont réussi à échapper partiellement au système de la féodalité, en effet ces catégories de paysans louent leurs terres et ne sont plus dans la dépendance du seigneur à la différence des paysans censiers. Ils sont considérés comme des notables des campagnes, très présents dans les assemblées villageoises et, parfois, interlocuteurs directs du seigneur du lieu. 
Certains sont riches (tel le « coq de village » qui dispose des moyens de culture, notamment du train d'attelage et des bêtes de trait qu'il prête aux autres paysans), d'autres moins, mais ils représentent néanmoins l'élite de la paysannerie avec les fermiers aisés. De leurs terres, ils parviennent à tirer la subsistance de leur famille quelle que soit la conjoncture climatique ou économique. Beaucoup sont des fermiers qui possèdent un ou plusieurs terrains de culture, du bétail, des semences et du fourrage. Ils louent des superficies importantes (réserves seigneuriales) qu'ils pourront mettre en valeur grâce à leur capital d'exploitation. Pendant la crise, cependant, les crédits auprès des seigneurs terriens se multiplieront afin de conserver les terres louées. Si les intérêts n'étaient pas remboursés à temps, alors ils étaient expulsés. Au XVIIIe siècle, certains laboureurs, notamment en Beauce, exploiteront parfois plus de cent hectares dont ils possèdent eux-mêmes une partie. 
La catégorie de paysans moins favorisée est celle des « ménagers », ne possédant que de (très) petites parcelles de terre et bien sûr pas de cheval, seulement un âne, un mulet voire une vache. En Provence et Languedoc cependant le Ménager sous l’Ancien Régime est un exploitant aisé possédant de grandes parcelles et des chevaux.
Cette distinction est donc à nuancer selon les époques et les régions.
Les plus pauvres, parmi la population rurale active, sont ceux qui louent, au jour le jour, leurs services, leurs forces et ne disposent que de leurs bras, leurs mains. On les désigne donc comme des « journaliers », des « brassiers », des « manouvriers », etc.
À partir du XIXe siècle, la dénomination cultivateur remplace progressivement le mot "laboureur" et est souvent rencontré en généalogie.

## Dictons
- « Avril venteux rend le laboureur joyeux »[4].